# Dorster Forst
Der Dorster Forst ist ein Waldgebiet in der Gemarkung von Calvörde.

## Lage, Namensgebung und Besonderheiten
Der Dorster Forst liegt nördlich der Ortschaft Dorst in der Gemeinde Calvörde und zwischen Klüden und Zobbenitz. der Name leitet sich von der Ortschaft Dorst ab. Er gehörte einst zum Herzoglichen Forst Calvörde / Calvörder Forst. Vor dem 1. Januar 2010 gehörte das Waldgebiet zur Gemeinde Dorst.